# Наровлянский сельсовет
Наровля́нский се́льсове́т (белор. Нараўлянскі сельсавет) — административная единица на территории Наровлянского района Гомельской области Беларуси. Административный центр — город Наровля.

## История
16 декабря 2009 года сельсовет образован. В его состав включены населённые пункты — аг. Завойть и д. Калиничи упразднённого Завойтянского сельсовета; д. Конотоп, входившая в состав Вербовичского сельсовета; деревни Физинки, Гута, Заракитное.

## Состав
Наровлянский сельсовет включает 6 населённых пунктов:
- Гута — деревня
- Завойть — агрогородок
- Заракитное — деревня
- Калиничи — деревня
- Конотоп — деревня
- Физинки — деревня